# Antoninijan
antoninianus.  (pravo ime je nepoznato) je naziv za novac. koji se koristio u Rimskom Carstvu, a vrijedio je dva denara. 
Novčanom reformom cara Karakale (211.—217.) zaveden je novi srebrni novac (1.5 denara), koji je po službenom, imenu cara (Antonin) nazvan antoninijanom. 
Antoninijan je uveo početkom 215. godine. Bio je to srebrni novčić sličan denaru, od kojeg se razlikovao, jer je bio nešto veći. Prikazivao je cara sa zrakastom krunom, što je značilo da mu je vrijednost dvostruka. 
Dok je g. 215. njegova težina iznosila 5.11 g, on je 264. pao na 3.41 g izgubivši postepeno skoro potpuno svoju srebrnu sadržiinu tako, da se je nakon 264. sastojao od čistog bakra s tankom srebrnom prevlakom. Kao takav održao se antoninijan sve do Konstantinove novčane reforme (oko 314.), kada je njegovo kovanje definitivno prestalo.